# Catoptromancie

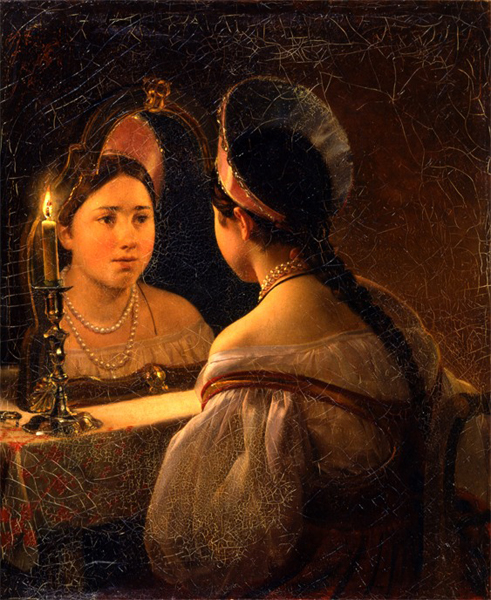
Svetlana s'interroge sur son avenir
par Karl Briullov, 1836

La catoptromancie (du grec ancien κάτοπτρον / kátoptron (« miroir ») et μαντεία / manteía (« divination »)) est la divination d’après les formes apparaissant dans un miroir. Elle est également appelée cataptromancie ou captromancie. La cataptromancie est souvent confondue à tort avec la cristallomancie qui est la vision utilisant une boule de cristal.

## Historique

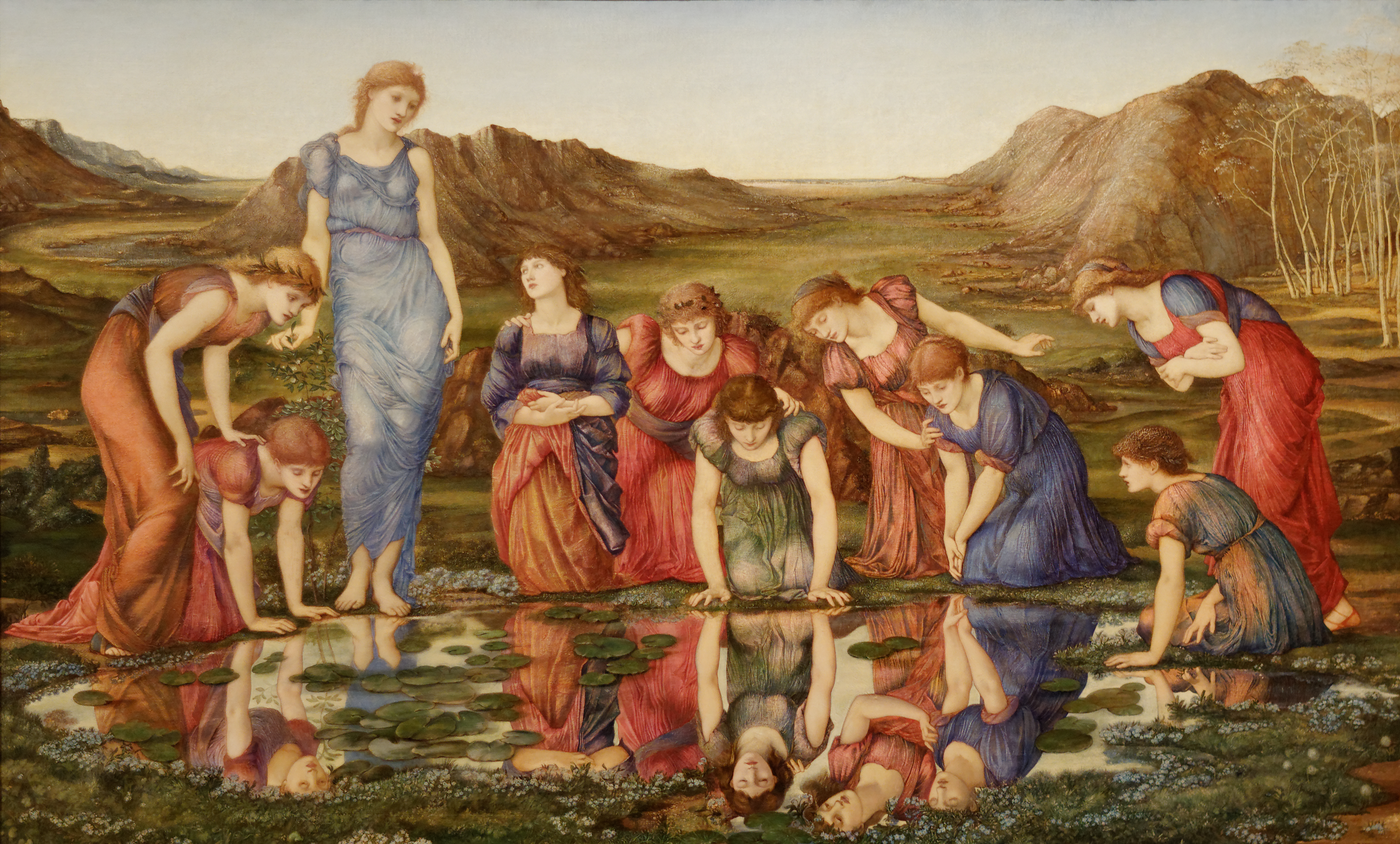
Le miroir de Vénus, Edward Burne-Jones

Cette méthode de divination a été fréquemment employée sous diverses formes depuis la plus haute antiquité sur des miroirs en métal poli : cuivre, bronze, fer, argent ou or. On en retrouve des traces en Chaldée et en Mésopotamie. Bien évidemment la surface de l’eau ou de toute autre surface réfléchissante faisait aussi l’affaire.
« Les Sagas de la Thessalie traçaient sur des miroirs leurs formules sibyllines avec du sang : aussitôt la lune – autre miroir – réfléchissait ces caractères sanglants, puis la réponse s’imprimait d’elle-même sur son croissant argenté. C’est ainsi qu’était rendu l’oracle ».
Dans sa Description de la Grèce (vers 174) Pausanias le Périégète écrit :
« Devant ce temple il y a une fontaine qui du côté du temple même est fermée par un mur de pierres sèches ; en dehors on a pratiqué un chemin qui y descend. On prétend que cette fontaine rend des oracles qui ne trompent jamais ; elle est consultée non sur toutes sortes d'affaires, mais seulement sur l'état des malades. On attache un miroir au bout d'une ficelle, et on le tient suspendu au-dessus de la fontaine, en sorte qu'il n'y ait que l'extrémité qui touche à l'eau. Ensuite on fait des prières à la Déesse, on brûle des parfums en son honneur, et aussitôt en regardant dans le miroir on voit si le malade reviendra en santé ou s'il mourra ; cette espèce de divination ne s'étend pas plus loin. ».
L’empereur romain Didius Julianus (193) avait des pratiques similaires comme le relate Spartianus :

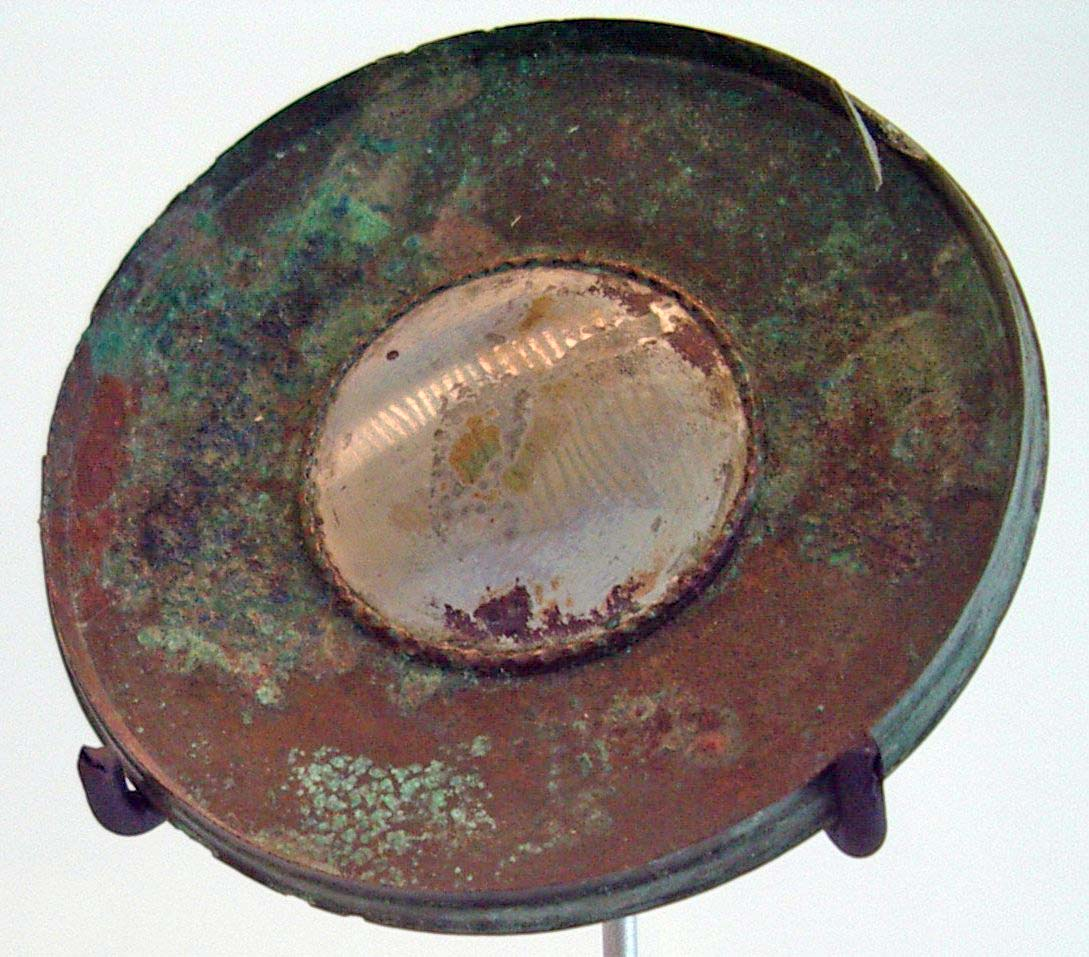
Miroir romain

« Julianus eut même recours à ce genre de divination qui se fait à l’aide d’un miroir, dans lequel, dit-on, des enfants voient l’avenir, après que leurs yeux et leur tête ont été soumis à certains enchantements. On prétend que, dans cette circonstance, l’enfant vit dans le miroir l’arrivée de Sévère et le départ de Julianus. »
La Renaissance a eu aussi son lot de divinations par les miroirs, le médecin Jean Fernel 1497-1558 relate :
« Avoir vu dans un miroir diverses figures qui exécutaient des mouvements qu'il leur commandait et les gestes de ces figures étaient si expressifs, que chacun des assistants, qui voyaient comme lui dans le miroir, pouvait fort bien comprendre leur mimique. »
Un soir de 1559, Cosme Ruggieri, le mage de Catherine de Médicis, l’utilisa au Château de Chaumont-sur-Loire pour prédire à la Reine-Mère la durée du règne de ses fils, ceux-ci devant faire autant de tours sur eux-mêmes que d’années passées sur le trône. François II fit un tour, Charles IX quatorze, Henri III quinze et le prince de Navarre (le futur Henri IV) vingt et un.
En novembre 1582 John Dee, le mage d’Élisabeth Ire d'Angleterre, vit apparaître un soir à sa fenêtre l’Ange Uriel. Celui-ci lui remit une pierre noire polie qui, lorsqu’on la fixait avec insistance, faisait apparaître des êtres capables de dire l’avenir. Cet étrange miroir obscur se trouve actuellement exposé au British Muséum. 
Plus proche de nous J.T Reinaud (1795-1867), orientaliste commentant au début du XIXe siècle le musée du duc de Blacas, écrit :
« Les Orientaux ont aussi des miroirs magiques dans lesquels ils s'imaginent pouvoir faire apparaître les anges, les archanges ; en parfumant le miroir, en jeûnant pendant sept jours et en gardant la plus sévère retraite, on devient en état de voir, soit de ses propres yeux, soit par ceux d'une vierge ou d'un enfant, les anges que l'on désire évoquer ; il n'y aura qu'à réciter les prières sacramentelles ; l'esprit de lumière se montrera à vous et vous pourrez lui adresser vos vœux ».
De nos jours la catoptromancie est encore couramment employée en Afrique subsaharienne.
Miroirs antiques

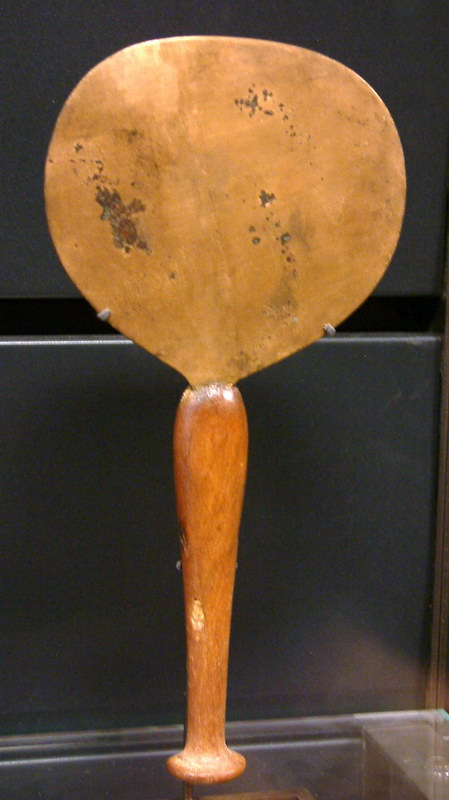
Miroir égyptien
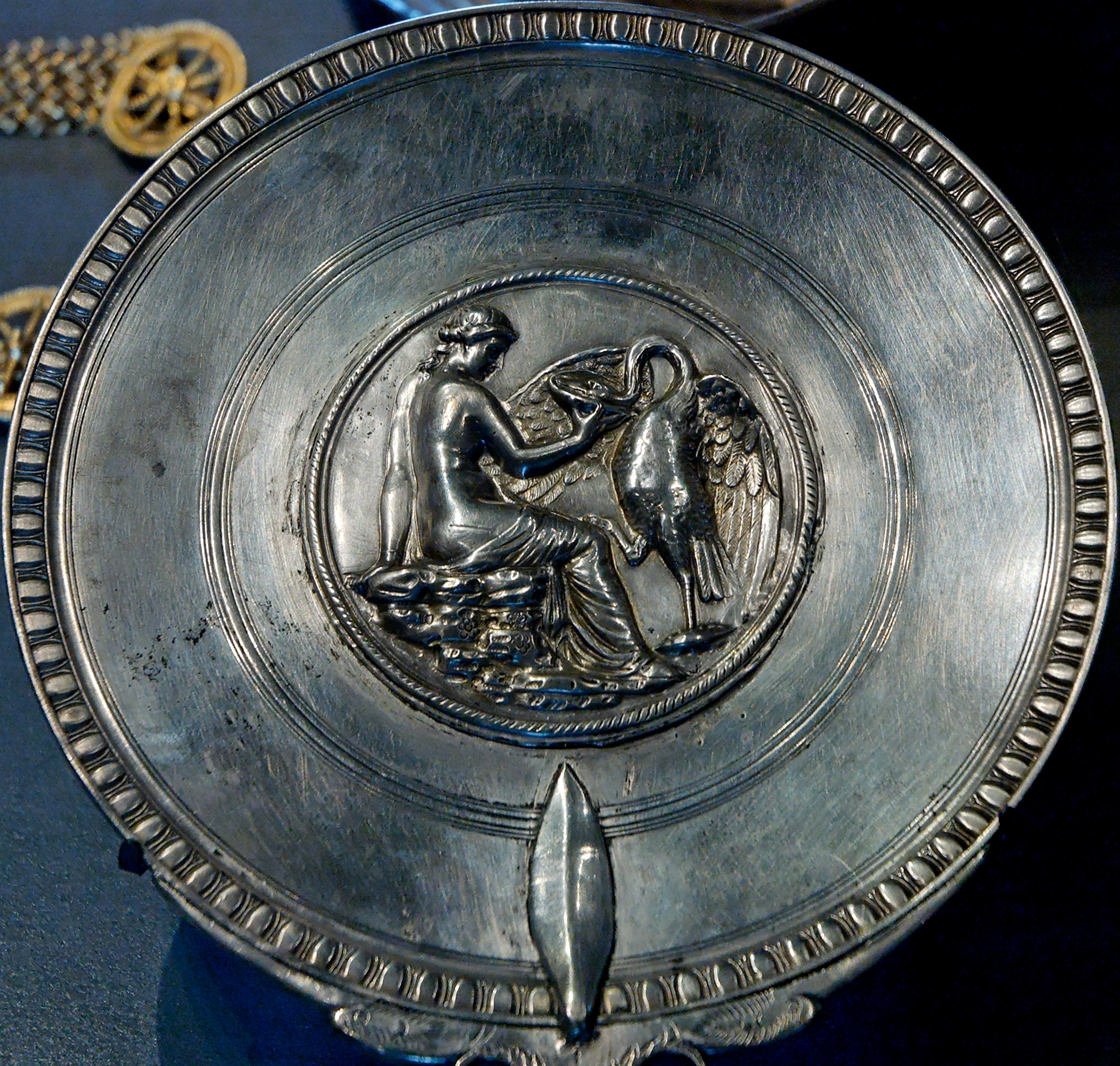
Miroir grec
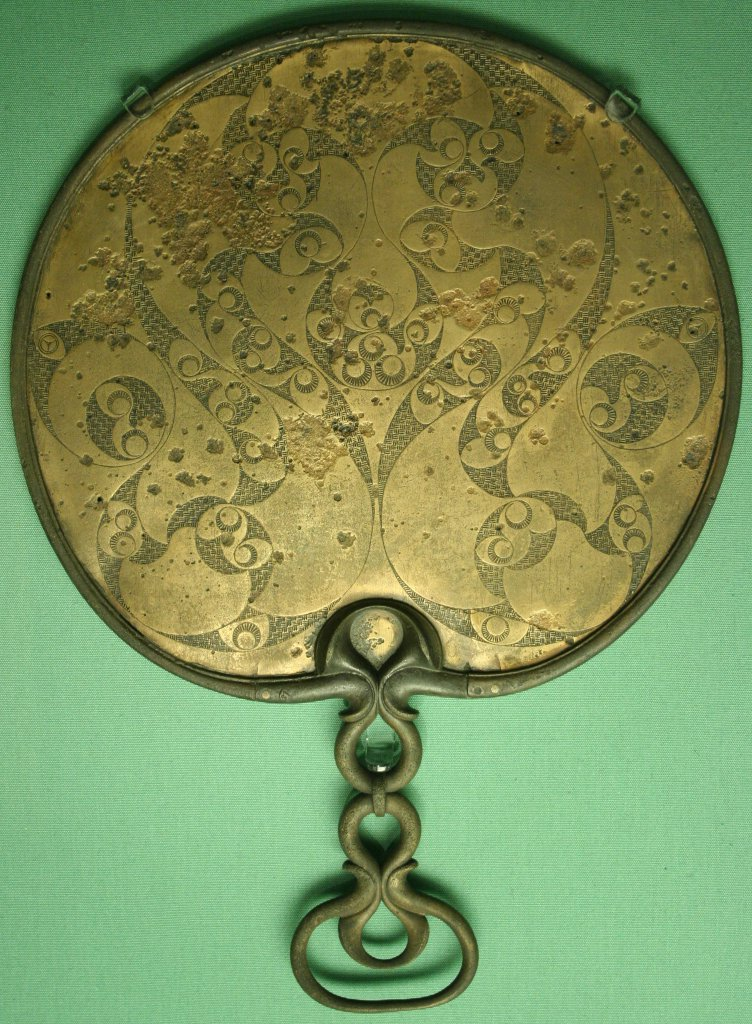
Miroir gallo-romain
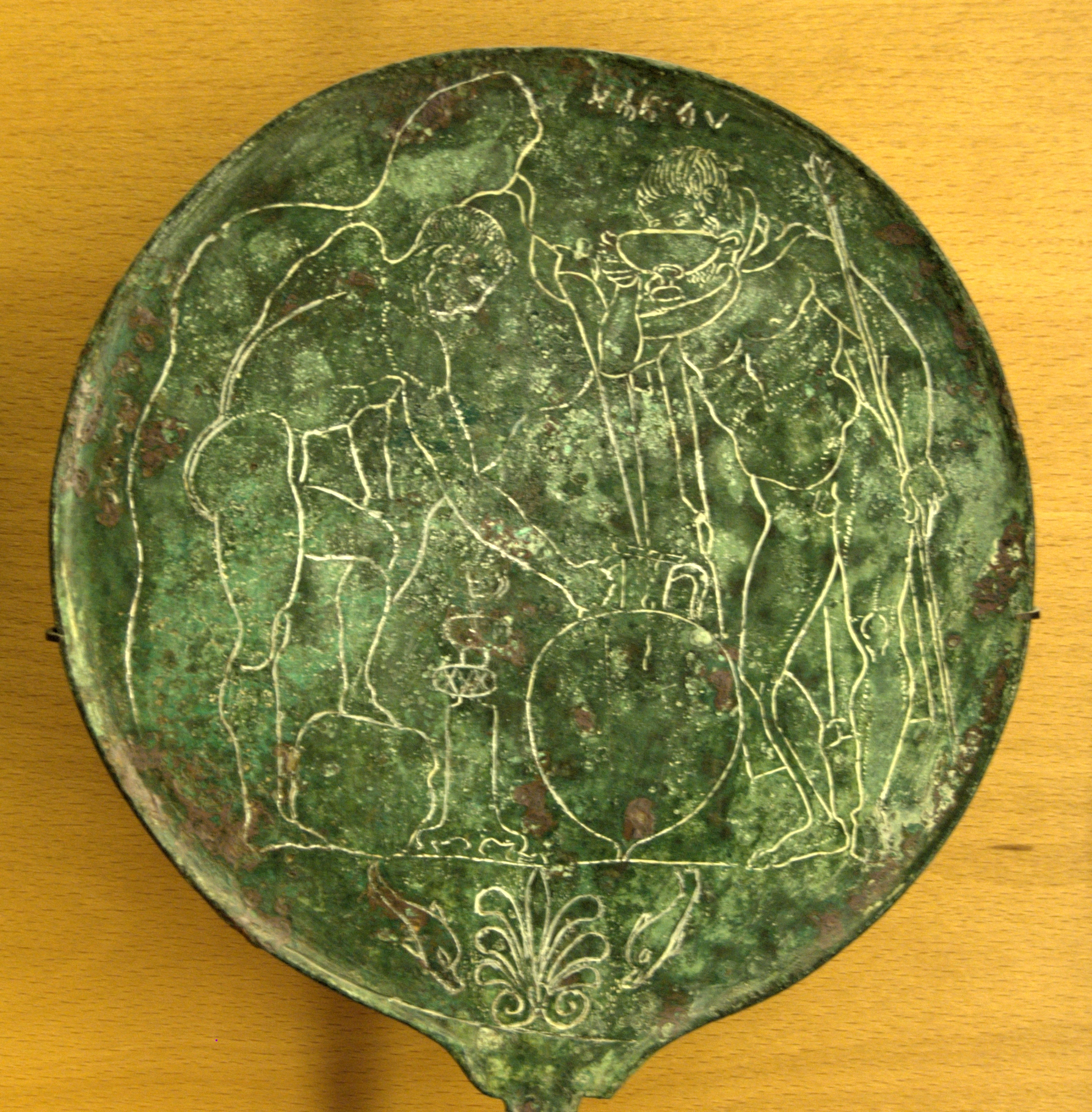
Miroir étrusque

## Interprétations
On peut donner deux sortes d’interprétations aux visions obtenues dans des miroirs. Tout d’abord que ces visions sont de nature onirique, hypnotique ou hallucinatoire, provoquées par l’ambiance et les rites comportant fréquemment une semi-obscurité, une longue période de concentration (parfois précédée de jeûnes) et l’emploi de fumigations pouvant être hallucinogènes (voir ci-dessus). Comme l’écrit le psychologue Pierre Janet :
« Les personnes qui ont vu dans ces miroirs diront certainement « Je ne savais rien de tout cela ». Eh bien je suis obligé de vous dire que votre déclaration est inexacte. Vous saviez très bien ce que vous voyez apparaître. Ce sont des souvenirs acquis, à des dates fixes, des connaissances enregistrées, des rêveries et des raisonnements déjà faits. »
À ceci, valable de tous temps, s’ajoute à partir de la Renaissance, l’emploi de techniques permettant d’obtenir toutes sortes d’illusions à l’aide de miroirs semi-transparents ou judicieusement disposés, procédés largement décrits en son temps par Jean-Baptiste Porta tel celui-ci : « Comment de plusieurs miroirs pleins on pourra faire un miroir auquel, en même temps, apparaîtrons plusieurs effigies », techniques encore utilisées de nos jours par les illusionnistes.

## Légendes et traditions

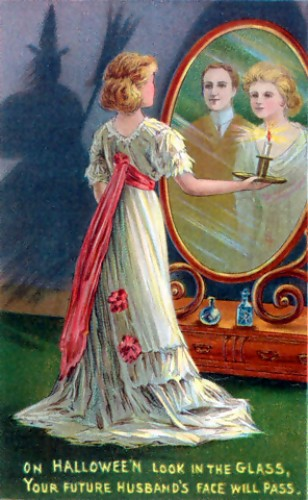
Vision de son futur mari la nuit d'Halloween

Une légende voudrait qu’en effectuant un certain rituel devant un miroir la nuit de l’Épiphanie on pourrait se voir tel qu’on sera à l’heure de sa mort.
Il existe également la légende urbaine de Bloody-Mary (Marie sanglante) qui connait de nombreuses variantes. Si l'on se place devant un miroir dans une pièce obscure (une salle de bains par exemple), uniquement éclairée par une bougie, et que l'on prononce treize fois de suite le nom "Bloody Mary" il apparaît le visage sanglant d'une femme qui vous agresse...
La catoptromancie est la technique utilisée par la méchante belle-mère de Blanche-Neige dans le célèbre conte de Jacob et Wilhelm Grimm: « Petit miroir, petit miroir qui est au mur, quelle est la plus belle de tout le pays ? ». Dans le conte de Lewis Carol, Alice au Pays des Merveilles passe dans l’univers fantastique situé de l’autre côté du miroir.